# Paul Motwani
Paul Anthony Motwani est un joueur d'échecs écossais né le 13 juin 1962 à Glasgow.
Au 1er avril 2019, il est le troisième joueur écossais avec un classement Elo de 2 440 points.

## Biographie et carrière
Grand maître international depuis 1992, Paul Motwani a remporté sept fois le championnat d'Écosse : en 1978, à seize ans, 1986, 1987, 1992, 1993,  2002 et 2003.
Il a représenté l'Écosse lors de neuf olympiades entre 1986 et 2004. Il fut champion du monde cadets (moins de seize ans) en 1978-1979 devant le prodige Nigel Short et remporta le tournoi de Londres en 1988.

## Une partie
Paul Motwani-Björgvin Jónsson, Islande, 1992,
Ouverture : partie viennoise, variante Paulsen/Mieses
1. e4 e5 2. Cc3 Cf6 3. g3 d5 4. exd5 Cxd5 5. Fg2 Cxc3 6. bxc3 Fd6 7. Cf3 0-0 8. 0-0 Cd7 9. Te1 c6 10. d4 exd4 11. cxd4 Cb6 12. Dd3 h6 13. c4 Fe6 14. Txe6!! fxe6 15. Fxh6 Txf3 16. Fxf3 Df6 17. Fd2 Tf8 18. Fg2 Dxf2+ 19. Rh1 c5 20. Fe3 Df6 21. Te1 cxd4 22. Fxd4 e5 23. Fe3 De7 24. Dd1 Fb4 25. c5 Fxe1 26. cxb6 e4 27. bxa7 Db4 28. Dd5+ Rh8 29. Fxe4 Da5 30. Dxa5 1-0 (30....Fxa5 31. Fxb7).

## Sources
: document utilisé comme source pour la rédaction de cet article.
- Nicolas Giffard et Alain Biénabe, Le Nouveau Guide des échecs. Traité complet, Paris, Robert Laffont, coll. « Bouquins », 2009, 1710 p. (ISBN 978-222-111-0133), p. 860